# Marc Jenkins
Marc Rhys Jenkins (Bridgend, 21 juli 1976), bijgenaamd Jinx, is een professioneel Britse triatleet.
Jenkins deed in 2004 mee aan de triatlon op de Olympische Zomerspelen van Athene. Hij haalde een 45e plaats in een tijd van 2:05.33,60.
Hij is getrouwd met olympisch triatlete Helen Tucker.

## Palmares

### triatlon
- 1997: 39e WK olympische afstand in Perth
- 1998: 14e WK olympische afstand in Lausanne - 1:57.23
- 1999: 46e WK olympische afstand in Montreal - 1:48.40
- 2001: 16e WK olympische afstand
- 2001: 4e ITU wereldbekerwedstrijd in Corner Brook
- 2002: 10e Gemenebestspelen in Manchester
- 2002: 17e WK olympische afstand in Cancún
- 2002:  ITU wereldbekerwedstrijd in Funchal
- 2003: 23e WK olympische afstand in Queenstown
- 2003: 7e ITU wereldbekerwedstrijd in Edmonton
- 2003: 12e ITU wereldbekerwedstrijd in Ishigaki
- 2004: 14e WK olympische afstand in Madeira
- 2004: 45e Olympische Spelen van Athene
- 2010: 51e WK sprintafstand in Lausanne - 57.24